# متلازمة بانايوتوبولس
متلازمة بانايوتوبويلس (بالإنجليزية: Panayiotopoulos syndrome)‏ هي متلازمة مجهولة السبب تحدث في مرحلة الطفولة لها علاقة بنوبات الصرع والتي تحدث بشكل حصري في بعض الأطفال الطبيعيين (الصرع مجهول السبب) وتتجلى اساسيا مع نوبات الصرع اللاإرادي وحالات الصرع اللاإرادية. ان إجماع الخبراء عرف متلازمة بانايوتوبويلس على انها «هي اضطرابات الصرع البؤري المتعلقة في بداية العمر اما في السنوات الأولى أو في منتصف الطفولة. وتتميز بنوبات تمتد في بعض الاحيان لفترات طويلة مع أعراض في الغالب اللاإرادي، وعن طريق التخطيط الدماغي [الكهربائي] والذي يظهر تحويل و / أو بؤر متعددة، في كثير من الأحيان مع غلبة القذالي.»

## عَلاَمات ومَظَاهِر الْمَرَض
متلازمة بانايوتوبلس تحدث بشكل خاص أو بطريقة أخرى في الأطفال الطبيعيين وتظهر غالبا مع نوبات الصرع اللارادي والحالة الصرعيه اللاراديه. بشكل غير متكرر  بداية الصرع من عمر السنة إلى أربعة عشر سنه مع 76٪ منها تبدأ ما بين 3-6 سنوات.نوبات الصرع اللاراديه تتكون من حلقات من الوظائف اللاراديه المضطربة مع غثيان وتهوّع وتقيؤ كا أعراض سائدة.و المظاهر اللاراديه الأخرى تشمل شحوب الوجه (أو في قليل من الأحيان التورد أو الازرقاق) وتوسيع حدقة العين (أو في قليل من الأحيان تقلص حدقة العين) والتغيرات في القلبية التنفسية وتنظيم الحرارة وإدرار البول أو البراز وافرط في إفراز اللعاب وتغييرات في حركيّة الأمعاء.وفي ما يقارب من خمس نوبات يصبح الطفل غير مستجيب ورخو (إغماء مثل نوبات الصرع أو الإغماء النشبي) قبل التشنجات أو غالبا بدونها الإغماء الذي كنوبات الصرع (الإغماء النشبي) للطفل حيث يصبح غير مستجيب كلياً ورخو كادمية خرقة يحدث في خمس نوبات الصرع. أعراض نوبات الصرع الأكثر تقليدية غالباً تظهر بعد ظهور المظاهر اللاراديه.الطفل الذي كان في البداية واعي تماماً ثم يصبح مشوش وغير مستجيب.العينان تنعطف إلى اتجاه واحد أو ينظر بنظرة مفتوحه على نطاق واسع فقط نصف نوبات الصرع تنتهي باختلاج شقي أو ا تشنج كلي. 
الأعراض اللارادية قد تكون هي المميزات الوحيدة لنوبات الصرع. لا شيء من الأعراض التي في الأعلى هي الشرط الأساسي لتشخيص المرض النوبات المتكررة قد لا تكون بصورة نمطية.الطفل نفسه قد يحصل لديه نوبات صرع موجزة أو مطولة والمظاهر اللاراديه قد تكون شديدة أو غير واضحة. القيء الثلاثي الكامل (غثيان وتهوّع وتقيء) تتكبد في القيء في 74٪ من نوبات الصرع وفي الباقي فقط الغثيان والتهوع يحدثان وقلة ليس لديهم أي من أعراض التقيء تظهر. 
الأعراض أكثر نوبات الصرع طويلة المدى بعضها يستمر لأكثر من 30 دقيقه مما يشكل نوبات صرع اللإرادية وهي الأكثر شيوعاً في الأطفال الغير عرضه للتشنج. حتى بعد نوبات الصرع الشديدة اللإرادية الطفل يصبح طبيعي بعد بضع ساعات من النوم. والتي هي على حد سواء تشخيصية ومطمئنة. ومع ذلك، فقد أفيد مؤخراً انه في وقت ما بعد النوبات الصرعية في الأطفال الذين يعانون من متلازمة بانايوتوبويلس فإنه يقل نمو الفص الجبهي الأمامي وتقل درجات الفحوصات النفسيه العصبية.
البؤري اختلاج شقي بداية أو التشنجات المعمم تحدث في ما يقرب من نصف المضبوطات. هذه عادة ما تكون أقصر من مظاهر الاستقلال الذاتي السابقة ولكن في حالات قليلة. أنها قد تكون لفترات طويلة يشكل المتشنجة صرعية الوضع أو ب. مظاهر اللاإرادي السابقة وجيزة ويست واضحة.
يمكن أن تحدث النوبات في أي وقت لكنها أكثر شيوعا أثناء النوم.

## المسببات
متلازمة بانايوتوبويلس هي على الأرجح تحدد وراثياً، على الرغم من التأثيرات الوراثية التقليدية قد تكون أقل أهمية من غيرها من الآليات. عادة، لا يوجد تاريخ عائلي من نوبات مماثلة، على الرغم من الأشقاء الذين يعانون من متلازمة بانايوتوبويلس أو متلازمة بانايوتوبويلس والصرع الرولاندي أو وأقل شيوعا، متلازمة بانايوتوبويلس مجهولة السبب في مرحلة الطفولة. كما انه هناك احتماليات 17٪ لوجود الحمى. 
وقد تم الإبلاغ عن وجود طفرات الـSCN1A في طفل واثنان من اشقائه مع بداية مبكرة من نوبات الصرع. على مدى طويل من حدوث نوبات الصرع وارتباطها القوي مع مسببات الحمى حتى بعد عمر ال 5 سنوات. مع ذلك، لم يتم العثور على مثل هذة الطفرات في الأشقاء الآخرين وعديد من الحالات الأخرى مع متلازمة بانايوتوبويلس. وتشير هذة المعلومات على أن طفرات الـ SCN1A عندما وجدت ساهمت في العديد من مظاهر متلازمة بانايوتوبويلس. 

## الفيزيولوجيا المرضية
في متلازمة بانايوتوبويلس هناك نشر فرط الاستثارية القشرية متعددة البؤر، وهو ذات صله بالعمر (النضج). وهذا ينشر المحدث للصرع وقد يتوزع شكل غير متساو، غالبا في منطقة واحده، وفي الغالب تكون في الخلف، والتصريف الصرعي في متلازمة بانايوتوبويلس بصرف النظر عن موقعهم في بداية، تفعيل مثيرات القيء والمراكز اللاإراديه قبل أيً من المظاهر التقليديه الأخرى لنوبات القشره المخية. تفسيرا لذلك هو أن الأطفال هم عرضة للاضطرابات اللاإرادي كما يتضح من متلازمة التقيؤ الدوري، وهو شرط  للاصرعيه محددة لمرحلة الطفولة.
متلازمة بانايوتوبويلس وجميع نوبات الصرع الحميدة في مرحلة الطفولة، مع نوبات الرولاَنْدِيّ (في المخ) كمقدمهم الأساسي، وربما ترتبط نتيجة لاضطراب وظيفي مشترك، وراثيا مصممه، معتدل، وعكسها من الدماغ عملية النضج القشرية. أن متلازمة بانايوتوبولتس المقترح بانه«متلازمه صرع مراحل الطفولة الحميد». أنواع التخطيط الدماغي ومظاهر النوبات دائما ما تتبع أماكن متعلقة بالمراحل العمريه (النضج).متلازمة بانايوتوبويلس وربما كان النمط الظاهري المتعلقه بالظهور مبكرا كمتلازمة الحساسية الجميدة في الطفولة. أثناء النوبة اللاإرادي المسجلة، كانت هناك زيادة صغيرة في ضغط الدم (+5/4 ملم زئبق، الانقباضي / الانبساطي)، ويزيد وضوحا في معدل ضربات القلب (+59 نبضة في الدقيقة) وتركيزات البلازما من بافراز (+242 غ / مل)، ادرينالين (+175 غ / مل)، وفاسوبريسين (+22.1 الغرام / مل). تم رفع مستوى السكر في الدم أيضا (206 ملغ / دل). الزيادة الكبيرة في فاسوبريسين البلازما قد يفسر الأعراض للقيء اللاإرادي.

## التشخيص

### الاختبارات التشخيصة
العامل الأكثر اهمية في عمليات التشخيص العصبي هو حالة الطفل في وقت الحضور الطبي الأول.
(1) يصبح لدى الطفل نوبة متلازمة بانايوتوبولس قصيرة أو طويلة ولكنه يستعيد وعيه تماماً قبل وصوله إلى قسم الحوادث والطوارئ أو قبل ان يرى من قبل الطبيب.الطفل الذي لديه مظاهر سريرية مميزة لمتلازمة بانايوتوبولس خصوصاً النشبة القيئيه والنوبات الطويلة قد لا يحتاج إلى أي فحوصات غير التخطيط الدماغي. ومع ذلك لانه هنالك مايقارب 10% إلى 20% من الأطفال الذين لديهم نوبات مماثلة قد يكن لديهم امراض دماغ أخرى فالبتالي قد يكون هنالك حاجة للتصوير بالرنين المغناطيسي.
(2)الطفل الذي لديه نوبات طويلة نموذجية لمتلازمة بانايوتوبولس فأنه يستعيد وعيه جزئياً في حين لايزال في طور تال للنشبة ومرهق ومشوش بشكل معتدل وناعس عند وصوله إلى قسم الحوادث والطوارئ أو عندما يرى من قبل الطبيب. يجب ان يبقى الطفل تحت اشراف طبي إلى ان يستعيد وعيه تماماً والذي غالباً ما يحدث بعد بضع ساعات من النوم.ثم ان المبادئ التوجيهية هي نفسها التي في الاعلى.
(3)يتم جلب الطفل إلى قسم الحوادث والطوارئ أو يرى من قبل الطبيب في حين الاعراض النشبية مستمرة.هذا الوضع هو الأكثر صعوبة وتحدياً.قد يكون هناك أعراض مثيرة تتراكم في الخلافة، التي تتطلب تقييم دقيق وخبرة. قد تكون النوبة مثيرة للغاية مع اعراض تتراكم في الخلافة والتشنجات التي قد تحدث والطفل الذي يصبح غير قادر على الاستجابة ورخو يتطلبون تقييم دقيق وخبير.ابرز الاضطرابات الحادة في التشخيص التفريقي تتضمن التهاب الدماغ أو امراض الدماغ من اسباب أخرى مثل العدوى أو اضطراب التمثيل الغذائي (إما خطأ وراثي أو غيرها مثل نقص السكر في الدم) ارتفاع الضغط داخل القحف وهلم جرا  تاريخ النوبة المماثلة السابقة يطمأن وقد يمنع أي اجراءات أخرى.
تخطيط كهربية الدماغ هو الفحص الوحيد مع نتائج غير طبيعية وعادة ما يظهر طفرات متعددة في أماكن مختلفة في الدماغ. (الشكل)  هناك تفاوتا ملحوظا في نتائج تخطيط كهربية الدماغ بين النشبات من طبيعية إلى طفرات متعددة البؤر والتي أيضا تتغير بالرسمات البيانية للدماغ بشكل ملحوظ.طفرات القذالي شائعة ولكنها ليست ضرورية للتشخيص.الطفرات الجبهية أو الصدغية المركزية قد تكون هي الوحيدة الشاذة.قد تحدث الافرازات وحدها أو مع الطفرات البؤرية.هناك عدد قليل من الأطفال لديهم رسم بياني طبيعي للدماغ وهو ما يتضمن كهربية الدماغ النومي.قد تستمرتتشوهات التخطيط الدماغي لعدة سنوات بعد السكون السريرية.على العكس من ذلك، فقد تظهر الطفرات مرة واحدة فقط في الرسمات البيانية المتعاقبة للدماغ.سلسلة من الرسمات البيانية للدماغ لنفس الطفل قد تقدم مع كل الاختلافات المذكورة أعلاه من طبيعية إلى شاذة جداً. لا تظهر الرسمات البيانية الشاذة للدماغ لتحدد المظاهر السريرية ومدة وشدة وتواترالنوبات أو توقعات سير المريض.
والان هناك تقارير هامة للرسمات البانية النشبية للدماغ في 20 حالة والتي بموضوعية توثق نوبات متلازمة بانايتوبيلوس وتموضع متغيراتها في بدايتها. جميع هذه النوبات المسجلة وقعت حينما كان الطفل نائم.كان بداية التفريغ النشبي الكهربائي اساساً قذالي (7 حالات) أو جبهي (7 حالات) ويتألف من نشاط ثيتا أو دلتا النظمي والاحادي الشكل مع طفرات صغيرة.ظهرت المظاهر السريرية الأولى طويلة (1-10 دقائق) بعد ظهور الكهربائية والتي غالباً ما تتألف من فتح العينين كما لو كان الطفل مستيقظاً من النوم.في هذه المرحلة غالباً مايستجيب الطفل في كثير من الاحيان بشكل صحيح للأسئلة البسيطة.وفي مناسبات عديدة كان تسرع القلب هو أول علامة موضوعية عندما تم تسجيل مخطط كهربية القلب.كان القيء أحد الاعراض النشبية الشائعة التي تحدث في أي مرحلة من النوبات ولكن ليست كاللتي تحدث في المظاهر السريرية الأولى.ارتباط النوبات مع القيء النشبي ليس لديه أي توضيع أو تخصيص جانبي. حدث القيء بشكل رئيسي عندما كان التفريغ النشبي أكثر انتشارا من التمركز.أحيانا يحدث فقط تهوع دون القيء وفي مناسبات قليلة لا يحدث القيء ابدا.ًوتضمنت المظاهر اللاإرادية الأخرى توسيع حدقة العين والشحوب والازرقاق وتسرع النفس وفرط افراز اللعاب والتعرق في مراحل مختلفة من النشبة.ويحدث من المظاهر غير اللاإرادية انحراف العينين إلى اليمين أو اليسار قبل أو بعد القيء دون أي توضيع لمخطط كهربية الدماغ، فقد ظهر في النوبات التي بدأت من منطقة القذالي إلى منطقة الجبهي.

### تصنيف وتسمية الامراض
تصنيف وتسمية
متلازمة بانايوتوبويلس الآن التسميات المعتمدة رسميا لهذه المتلازمة في الرابطة الدولية لمكافحة الصرع تقريرا جديدا عن تصنيف،
التي تخلت عن عدد من المصطلحات الوصفية المستخدمة سابقا مثل بداية مبكرة لصرع الطفولة الحميدة مع نوبة القذالي، بداية مبكرة حميدة القذالي الطفولة الصرع، ليلية الطفولة الصرع القذالي. والسبب في ذلك هو أن هذه المصطلحات الوصفية وقد انتقد أنها غير صحيحة لأنه في متلازمة بانايوتوبويلس: (1) بداية ظهور النوبات بشكل رئيسي مع أعراض اللاإرادي، والتي ليست مظاهر الفص القذالي. (2) من أعراض القذالي، الانحراف فقط من وجهة نظر قد تنشأ من المناطق القذالي، ولكن هذا نادرا ما يحدث في البداية. أعراض بصرية استثنائية وغير متسقة في النوبات المتكررة. (3) قد لاتحدث أبدا طفرات القذالي في حالة النشبات. (4) مِخْطاطُ مِغْناطيسِيَّةِ الدِّماغ قد يظهر تعادل ثنائيات الاقطاب الحالية تجمع في المناطق الأمامية. (5) وقد وثقت نشبي EEG بداية متغير من المناطق الخلفي أو الأمامي. 
«نوبة اللاإرادي هو نوبة الصرع التي تتميز بعكس وظيفة اللاإرادي غيرت من أي نوع في بداية مصادرة أو التي: المظاهر يتفق مع وظيفة اللاإرادي المتغيرة هي بارزة (المهيمنة كميا أو مهمة سريريا) حتى لو لم يكن حاضرا في بداية النوبة. قد تكون وظيفة اللاإرادي تغيير موضوعي أو شخصي أو كليهما».
«صرعية الوضع اللاإرادي هو نوبات  المستقل الذي يستمر لأكثر من 30 دقيقة، أو سلسلة من حدوث مثل هذه النوبات خلال فترة 30 دقيقة من دون  الشفاء التام بين النوبات.»

### التشخيص الخاطيء
المظاهر السريرية المميزة لا سيما النوبات الطويلة ونشبة القئ يعني أن تشخيص متلازمة بانايوتوبويلس أمرا سهلا.ومع ذلك، وهذه في كثير من الأحيان تشخص بشكل خاطئ  بغير الصرع مثل التهاب الدماغ الحاد، إغماء، والصداع النصفي، متلازمة التقيؤ الدوري، دوار الحركة، واضطراب النوم، أو التهاب المعدة والأمعاء. والنتيجة هي اخطاء في التشخيص يمكن تجنبها، ارتفاع معدلات المرضى وسوء إدارة مكلف. النوبات اللاإراديه وحالات الصرع الاراديه مثل التي تحدث في متلازمه بانايوتويلس لم يتم وصفها في في نوبات صرع أخرى في هذا التسلسل على الرغم من 10-20 في المائة من الأطفال الذين يعانون من نفس النوبات في علم الاعراض المرضيه قد يعانون من الامراض الدماغية. المشكلة الرئيسية هي الإحساس بالقيء وغيرها من مظاهر الاستقلال الذاتي عن محدثات الصرع عدم فصلهم أو اعتبار ان لاعلاقة لها بالإحساس بالقئ أو التهاب الدماغ الحاد والصداع النصفي، وإغماء أو التهاب المعدة والأمعاء.

## تشخيص
متلازمة بانايوتوبويلس حميدة بشكل ملحوظ من حيث تطورها. ان خطر الإصابة بالصرع في حياة الكبار ربما ليست أكثر من عموم السكان.معظم المرضى الذين لديهم واحد أو 2-5 النوبات. الثلث فقط من المرضى قد يكون تعرض لأكثر من 5 نوبات، وهذه قد تكون متكررة، ولكن النتيجة غير مواتية ولاكنها مفضلة.ومع ذلك، فإن خمس من المرضى قد يطور أنواع أخرى من النوبات نادرة، وعادة رولاندية خلال مرحلة الطفولة ومرحلة المراهقة المبكرة.وهي أيضا ذات الصلة بالعمر ومتعلقه بسن 16 عاما. التطورات الانمطية مع الغياب وهجمات الانخفاض الاستثنائية. الأطفال الذين يعانون من اضطرابات السلوك العصبي الموجودة مسبقا لتميل إلى أن تكون مقامه للعلاج ولها نوبات متكررة على الرغم من هذه أيضا لها علاقه  في التقدم  بالسن.وأظهر التقييم العصبية الرسمي من الأطفال الذين يعانون من متلازمة بانايوتوبويلس أن هؤلاء الأطفال لديهم معدل الذكاء العادي وأنها ليست على أي خطر كبير لتطوير الانحرافات المعرفية والسلوكية، والتي عند حدوثها فإنها عادة ما تكون خفيفه وعكسية. الطقس في الوظيفة الإدراكية جيد حتى للمرضى الذين يعانون من التطورات غير نمطية. ومع ذلك، على الرغم من متلازمة بانايوتوبويلس حميدة من حيث تطورها، والنوبات اللاإرادي يمكن أن تكون مهددة للحياة في سياق نادر من توقف القلب والتنفس.

## علم الأوبئة
ربما تؤثر متلازمة بانايوتوبويلس على 13٪ من الأطفال الذين تتراوح أعمارهم بين 3-6 سنوات الذين لديهم 1 أو أكثر من النوبات غَيْرُ مَصْحُوْبٍ بحُمَّى و 6٪ من هؤلاء الأطفال في الفئة العمرية 1- إلى 15 عاما. تتأثر جميع الأجناس والأعراق وكلا الجنسين.